# Dario Di Palma
Dario Di Palma (Roma, 6 novembre 1932 – Roma, 24 ottobre 2004) è stato un direttore della fotografia italiano.
Ha raggiunto l'apice della sua carriera, durata circa tre decenni, nella prima metà degli anni settanta, con film quali La prima notte di quiete di Valerio Zurlini, Mimì metallurgico ferito nell'onore di Lina Wertmüller e Brutti, sporchi e cattivi di Ettore Scola. Fra gli altri, ha lavorato anche con Florestano Vancini, Franco Giraldi, Giulio Questi e Claudio Caligari.

## Biografia
Figlio di Armando Di Palma, capo dei servizi elettrici degli stabilimenti Safa-Palatino, dopo gli studi di ragioneria si avvicina al cinema, come da tradizione familiare. Apprendista nella troupe di Vincenzo Seratrice sul set di Vogliamoci bene! (1950), lavora poi con Gianni Di Venanzo e lo zio Carlo Di Palma, accanto al quale ricopre il ruolo di operatore di macchina per film importanti quali La lunga notte del '43 (1960) di Florestano Vancini, L'assassino (1961) di Elio Petri  e Deserto rosso (1964) di Michelangelo Antonioni.
Dopo essersi occupato della fotografia della seconda unità per il peplum Romolo e Remo (1961) di Sergio Corbucci, esordisce come direttore della fotografia a tutti gli effetti con due film diretti da Alberto De Martino, Due contro tutti (1962) e Perseo l'invincibile (1963). Le sue prime opere importanti sono, a metà anni sessanta, il mélo psicanalitico Un uomo a metà diretto da Vittorio De Seta, e il ritratto generazionale Le stagioni del nostro amore diretto da Florestano Vancini, autore con il quale tornerà a lavorare altre due volte, per Il delitto Matteotti (1973) e Amore amaro (1974).
La commedia La bambolona (1968) segna l'inizio della collaborazione con il regista Franco Giraldi, per il quale Di Palma cura le immagini anche del successivo Cuori solitari (1970) e di varie produzioni televisive. Lavora con Giulio Questi ai suoi due ultimi lungometraggi cinematografici, La morte ha fatto l'uovo (1968) e Arcana (1972), per i quali realizza una fotografia drammatica e contrastata.
Nel 1972 cura le immagini della commedia grottesca di enorme successo Mimì metallurgico ferito nell'onore diretto da Lina Wertmüller, con la quale aveva già lavorato in due musicarelli interpretati da Rita Pavone, e soprattutto fotografa in chiave romantico-malinconica la splendida ambientazione in una livida Rimini invernale di La prima notte di quiete di Valerio Zurlini.
Quando lo zio Carlo Di Palma decide di cimentarsi alla regia, gli affida la direzione della fotografia dei primi due dei soli tre film da lui diretti, Teresa la ladra (1973) e Qui comincia l'avventura (1975).
Malgrado una lavorazione travagliata, ottiene ottimi risultati con la commedia di programmatica sgradevolezza Brutti, sporchi e cattivi (1976), per la quale Ettore Scola riceve il premio per la miglior regia al Festival di Cannes. 
Lavora per anni accanto a suo fratello Dante Di Palma, uno dei migliori operatori di macchina degli anni '90. 
Il tragico suicidio del figlio, suo assistente sul set del film di Scola, lo sprofonda nella depressione e lo allontana dal lavoro. In seguito non torna più a produzioni importanti, lavorando principalmente per la televisione e chiudendo la sua carriera prematuramente all'inizio degli anni novanta.
Dario Di Palma è morto nel 2004, tre mesi dopo lo zio Carlo.

## Filmografia

### Cinema
- Romolo e Remo, regia di Sergio Corbucci (1961) (direttore della fotografia della seconda unità)
- Due contro tutti, regia di Alberto De Martino e Antonio Momplet (1962)
- Perseo l'invincibile, regia di Alberto De Martino (1963)
- Amore in 4 dimensioni, episodio Amore e alfabeto, regia di Massimo Mida (1964)
- Lo scandalo, regia di Anna Gobbi (1965)
- Rita la zanzara, regia di Lina Wertmüller (1966)
- Un uomo a metà, regia di Vittorio De Seta (1966)
- Le stagioni del nostro amore, regia di Florestano Vancini (1966)
- Le fate, episodio Fata Armenia, regia di Mario Monicelli (1966)
- L'amore attraverso i secoli (Le plus vieux métier du monde), episodio Nuits romaines, regia di Mauro Bolognini (1967)
- Non stuzzicate la zanzara, regia di Lina Wertmüller (1967)
- La morte ha fatto l'uovo, regia di Giulio Questi (1968)
- La bambolona, regia di Franco Giraldi (1968)
- Lovemaker - L'uomo per fare l'amore, regia di Ugo Liberatore (1969)
- Gli specialisti, regia di Sergio Corbucci (1969)
- Cuori solitari, regia di Franco Giraldi (1970)
- Fermate il mondo... voglio scendere!, regia di Giancarlo Cobelli (1970)
- Mimì metallurgico ferito nell'onore, regia di Lina Wertmüller (1972)
- Arcana, regia di Giulio Questi (1972)
- La prima notte di quiete, regia di Valerio Zurlini (1972)
- Il generale dorme in piedi, regia di Francesco Massaro (1972)
- Cari genitori, regia di Enrico Maria Salerno (1973)
- Il delitto Matteotti, regia di Florestano Vancini (1973)
- Teresa la ladra, regia di Carlo Di Palma (1973)
- Amore amaro, regia di Florestano Vancini (1974)
- Noa Noa, regia di Ugo Liberatore (1974)
- Pianeta Venere, regia di Elda Tattoli (1974)
- Qui comincia l'avventura, regia di Carlo Di Palma (1975)
- Brutti, sporchi e cattivi, regia di Ettore Scola (1976)
- Porci con le ali, regia di Paolo Pietrangeli (1977)
- I giorni cantati, regia di Paolo Pietrangeli (1979)
- Bello di mamma, regia di Rino Di Silvestro (1980)
- La ragazza di Via Millelire, regia di Gianni Serra (1980)
- Amore tossico, regia di Claudio Caligari (1983)
- Il dialogo di Roma, regia di Marguerite Duras (1983)
- L'addio a Enrico Berlinguer (1984)

### Televisione
- I clowns, regia di Federico Fellini (1970)
- Il lungo viaggio, regia di Franco Giraldi (1975)
- Un anno di scuola, regia di Franco Giraldi (1977)
- Madame Bovary, regia di Daniele D'Anza (1978)
- Il corsaro, regia di Franco Giraldi - miniserie TV (1985)
- Colletti bianchi, regia di Bruno Cortini (1988)
- Una casa a Roma, regia di Bruno Cortini (1988)
- Una vita in gioco, regia di Franco Giraldi (1991)